# آدم فوجيرتي
آدم فوجيرتي (بالإنجليزية: Adam Fogerty)‏ هو ملاكم ولاعب دوري الرغبي وممثل بريطاني، ولد في 6 مارس 1969 في المملكة المتحدة.

## أعمال

### أفلام
- (2000) سناتش[5]
- (2007) ستاردست

## وصلات خارجية
- آدم فوجيرتي على موقع بوكس ريك (الإنجليزية) (registration required)

- آدم فوجيرتي على موقع IMDb (الإنجليزية)
- آدم فوجيرتي على موقع ألو سيني (الفرنسية)
- آدم فوجيرتي على موقع أول موفي (الإنجليزية)
- آدم فوجيرتي على موقع قاعدة بيانات الأفلام السويدية (السويدية)
- آدم فوجيرتي على موقع قاعدة بيانات الفيلم (الإنجليزية)
- آدم فوجيرتي على موقع كينوبويسك (الروسية)